# Ziekencommunie
De ziekencommunie is een liturgische plechtigheid binnen de Katholieke Kerk waarbij de communie (de vooraf geconsacreerde hostie) gebracht wordt aan hen die niet meer ter kerke kunnen komen om te communiceren.
Sinds enige decennia is het gebruikelijk, dat priesters bij drukte mogen terugvallen op toegeruste leken ofwel buitengewone bedienaren om een geconsacreerde communie rond te brengen. In de praktijk zal een niet gewijde ziekenhuispastor een kort ritueel houden, en de geconsacreerde communie uitreiken, of anders kan een vrijwilliger de communie rondbrengen.
De liturgie doet denken aan de mis, maar dan in sterk verkorte vorm. Zo ontbreekt uiteraard de consecratie. Wel is er plaats voor de schuldbelijdenis, een lezing, overweging, voorbede, het Onzevader en gebed na de communie. De priester kan de ziekencommunie verzorgen, maar ook de diaken of in noodtoestand een bijzondere bedienaar van de communie zoals een acoliet. Bij vervolgingen of oorlogen was het weliswaar geoorloofd dat leken zoals de acoliet de Heilige Communie gingen rondbrengen naar de zieken, maar buiten deze situaties was dit van oudsher strikt verboden. Paus Eutychianus (275-283) verbood reeds in zijn Exhortatio Sacerdotibus aan alle geestelijken de Heilige Communie naar de zieken te laten dragen door een leek of zelfs een vrouw. Dit was uitsluitend de taak der diakens en priesters. De ziekencommunie komt al voor in de Vroege Kerk. Tijdens een vervolging stierf de H. Tarcisius zelfs bij het rondbrengen ervan.